# Primer ministro de Portugal
El primer ministro de Portugal es el jefe de Gobierno de la República Portuguesa. Como director ejecutivo, el primer ministro coordina la acción de los ministros, en representación del Gobierno y los demás órganos del Estado, es también responsable ante el Parlamento y mantiene al presidente informado. El primer ministro puede ser también responsable de uno o más ministerios.
El último titular ha sido António Costa, que inició su legislatura el 26 de noviembre de 2015, cuando, tras lograr un acuerdo con el Partido Comunista Portugués y el Bloque de Izquierda, la Asamblea rechazó la candidatura del jefe del partido que había quedado en primer lugar en las elecciones, el social demócrata (coaligado con el Partido Popular/CDS en la PàF Passos Coelho) ya que los partidos de derecha sumaban 107 de los 230 diputados frente a los 122 de socialistas, comunistas, bloquistas y verdes y 1 diputado del ambientalista PAN. Presentó su dimisión en noviembre de 2023.

## Historia
Tras el fin de las guerras liberales (1828-1834) y la victoria de los liberales, la política portuguesa quedó dividida entre dos corrientes: los conservadores con el partido cartista y después el Partido Regenerador  y defensores de la Constitución de 1826; y los progresistas (Partido Histórico y después Partido Progresista) que abogaban por la Constitución de 1822.  Tras una serie de pronunciamientos de ambos bandos entre 1834 y 1842, ese mismo año Costa Cabral da un golpe de Estado incruento y establece la carta constitucional de 1826, que con algunas reformas, se mantendrá como ley fundamental hasta 1910.
La figura del primer ministro de Portugal tiene su origen en la consolidación del liberalismo político a partir de 1834; sin bien con anterioridad, en 1808, se estableció la figura de los secretarios de Estado de los Asuntos del Reino. En 1821 el primer liberalismo portugués creaba el ministro de Estado y ministro asistente al Despacho siendo sustituido por el ministro asistente de Despacho durante el reinado absolutista de Miguel I.
El gobierno liberal opuesto a Miguel I estableció la figura del ministro y secretario de Estado de los Asuntos del Reino, que se mantuvo hasta 1834. El objetivo de estos cargos era coordinar las acciones de los secretarios de Estado. La Constitución de 1826 fija la creación de ministerios o secretarios de Estado encargados de refrendar los actos del poder ejecutivo o moderador que encarna el rey como jefe del Gobierno (artículos 101 y 75 respectivamente), surgiendo la figura del presidente del Consejo de Ministros. Sin embargo, es difícil precisar las funciones del presidente y la jerarquía dentro de este «Gobierno», pues lo actos del monarca son refrendados por todos los ministros.
El 24 de septiembre de 1834 se nombra al primer presidente en la figura de Pedro de Sousa Holstein. Aunque no será hasta la ley de 23 de junio de 1855 cuando se establecen las funciones de coordinación del presidente. 
Con la llegada de la República en 1910, el jefe del Gobierno cambia de denominación y pasa a llamarse presidente del Ministerio. Con la Constitución republicana de 1911 introduce pocos cambios, pues el presidente de la República detenta, junto con los ministros, el poder ejecutivo, y son estos los encargados de refrendar sus actos (artículos 36 y 47). Así, según el artículo 53, el presidente de la República nombrará a un presidente entre los ministros que será responsable de su ramo y de la política general.
Con la creación del Estado Novo en 1933, la Constitución en su artículo 83 denomina al presidente del Consejo de Ministros como miembro del Consejo de Estado que, junto con el presidente de la República, participa del Gobierno del país. El presidente del Consejo es responsable ante el presidente, según se desprende del artículo 107.
El presidente de la República nombra y destituye libremente al presidente del Consejo (artículo 106, apartado 1), que entre sus atribuciones están: proponer al presidente de la República los miembros del Gobierno; coordinar la política del Gobierno, refrendar los actos del presidente de la República y elaborar los decretos-ley.
Finalmente, con la Revolución de los Claveles (25 de abril de 1974), Portugal recupera la democracia y se establece un sistema semipresidencialista, donde el jefe del Gobierno, ahora denominado primer ministro, detente el poder ejecutivo.

## Mandato
Según la Constitución portuguesa de 1976 en su artículo 187, corresponde al presidente de la República nombrar al primer ministro. El presidente debe consultar a los partidos, después de las elecciones legislativas, con asiento en la Asamblea de la República. Generalmente se nombra al líder del partido vencedor en las elecciones; sin embargo el presidente António Ramalho Eanes no siguió esta costumbre entre 1978 y 1980, dándose como resultado tres gobiernos independientes carentes de estabilidad.
El primer ministro es elegido para un mandato de cuatro años. No ha límite de mandatos por lo que el primer ministro puede presentarse a la reelección indefinidamente. 
El cese del gobierno se produce, según el artículo 195 de la Constitución, en las siguientes circunstancias:
- El comienzo de una nueva legislatura.
- La aceptación por el presidente de la República de la dimisión presentada por el jefe del Gobierno.
- La muerte o incapacidad física del primer ministro.
- El rechazo al programa gubernamental.
- La aprobación de una moción de censura por la mayoría de los diputados en el ejercicio efectivo de sus funciones.

En el mismo artículo, apartado 2, es facultad del presidente de la República cesar al Gobierno solo cuando ello fuere necesario para asegurar el funcionamiento regular de las instituciones democráticas, oído el Consejo de Estado.
En caso de dimisión del Gobierno, el primer ministro del Gobierno cesante queda separado del cargo en la fecha de nombramiento y toma de posesión del nuevo primer ministro (artículo 186).
Durante su mandato, tanto él como los miembros del Gobierno no pueden ser detenidos o hechos presos sin autorización de la Asamblea de la República, salvo por delito doloso al que corresponda una pena de prisión cuyo límite máximo sea superior a tres años y en flagrante delito.

## Poderes
El primer ministro de Portugal es responsable ante el presidente de la República y, en el ámbito de la responsabilidad política del Gobierno, ante la Asamblea de la República (artículo 191, apartado 1). Además, compete al primer ministro, según recoge el artículo: dirigir la política general del Gobierno, coordinando y orientando la acción de todos los ministros; dirigir el funcionamiento del Gobierno y sus relaciones de carácter general con los demás órganos del Estado; informar al presidente de la República sobre los asuntos relativos a la conducción de la política interior y exterior del país y ejercer las demás funciones que le sean asignadas por la Constitución y por la ley.

## Residencia oficial
En la parte trasera del Palacio de São Bento (sede del parlamento portugués), en los terrenos del antiguo monasterio lisboeta homónimo, se sitúa un palacete mandado a construir por Joaquim Machado Cayres para habitar en él. Durante el Estado Novo, en 1937, el palacete fue adquirido por el Estado a través de la expropiación, para instalar la residencia oficial del presidente del Ministerio. Actualmente, este palacete sigue siendo la residencia oficial del primer ministro.

## Listado de primeros ministros de Portugal desde 1974
| #                                   | Primeros ministros                                                    | Primeros ministros                                                    | Primeros ministros                                                    | Inicio                                                                | Fin                                                                   | Elecciones                                                            | Gobierno                                                              | Partido                                                               | Presidente (periodo)                                                  | Presidente (periodo)                                                  |
| ----------------------------------- | --------------------------------------------------------------------- | --------------------------------------------------------------------- | --------------------------------------------------------------------- | --------------------------------------------------------------------- | --------------------------------------------------------------------- | --------------------------------------------------------------------- | --------------------------------------------------------------------- | --------------------------------------------------------------------- | --------------------------------------------------------------------- | --------------------------------------------------------------------- |
| -                                   | Junta de Salvación Nacional (25 de abril de 1974- 16 de mayo de 1974) | Junta de Salvación Nacional (25 de abril de 1974- 16 de mayo de 1974) | Junta de Salvación Nacional (25 de abril de 1974- 16 de mayo de 1974) | Junta de Salvación Nacional (25 de abril de 1974- 16 de mayo de 1974) | Junta de Salvación Nacional (25 de abril de 1974- 16 de mayo de 1974) | Junta de Salvación Nacional (25 de abril de 1974- 16 de mayo de 1974) | Junta de Salvación Nacional (25 de abril de 1974- 16 de mayo de 1974) | Junta de Salvación Nacional (25 de abril de 1974- 16 de mayo de 1974) | Junta de Salvación Nacional (25 de abril de 1974- 16 de mayo de 1974) | Junta de Salvación Nacional (25 de abril de 1974- 16 de mayo de 1974) |
| Gobiernos provisionales (1974-1976) |                                                                       |                                                                       |                                                                       |                                                                       |                                                                       |                                                                       |                                                                       |                                                                       |                                                                       |                                                                       |
| 102                                 |                                                                       |                                                                       | Adelino da Palma Carlos (1905-1992)                                   | 16 de mayo de 1974                                                    | 18 de julio de 1974                                                   | -                                                                     |                                                                       | Independiente                                                         |                                                                       | António de Spínola (1974)                                             |
| 103                                 |                                                                       |                                                                       | Vasco dos Santos Gonçalves (1922-2005)                                | 18 de julio de 1974                                                   | 19 de septiembre de 1975                                              | 1975                                                                  | Independiente                                                         |                                                                       |                                                                       | António de Spínola (1974)                                             |
| 103                                 | Francisco da Costa Gomes (1974-1976)                                  |                                                                       | Vasco dos Santos Gonçalves (1922-2005)                                | 18 de julio de 1974                                                   | 19 de septiembre de 1975                                              | 1975                                                                  | Independiente                                                         |                                                                       |                                                                       |                                                                       |
| 104                                 |                                                                       |                                                                       | José Baptista Pinheiro de Azevedo (1917-1983)                         | 19 de septiembre de 1975                                              | 23 de junio de 1976                                                   | 1975                                                                  | Independiente                                                         |                                                                       |                                                                       |                                                                       |
| -                                   |                                                                       |                                                                       | Vasco de Almeida e Costa (1932-2010) Primer ministro interino         | 23 de junio de 1976                                                   | 23 de julio de 1976                                                   | 1975                                                                  | Independiente                                                         |                                                                       |                                                                       |                                                                       |
| -                                   | António Ramalho Eanes (1976-1986)                                     |                                                                       | Vasco de Almeida e Costa (1932-2010) Primer ministro interino         | 23 de junio de 1976                                                   | 23 de julio de 1976                                                   | 1975                                                                  | Independiente                                                         |                                                                       |                                                                       |                                                                       |
| Gobiernos constitucionales (1976- ) |                                                                       |                                                                       |                                                                       |                                                                       |                                                                       |                                                                       |                                                                       |                                                                       |                                                                       |                                                                       |
| 105                                 |                                                                       |                                                                       | Mário Soares (1924-2017)                                              | 23 de julio de 1976                                                   | 29 de agosto de 1978                                                  | 1976                                                                  | I (1976-1978)II (1978)                                                | PS                                                                    |                                                                       |                                                                       |
| 106                                 |                                                                       |                                                                       | Alfredo Nobre da Costa (1923-1996)                                    | 29 de agosto de 1978                                                  | 22 de noviembre de 1978                                               | 1976                                                                  | III (1978)                                                            | Independiente                                                         |                                                                       |                                                                       |
| 107                                 |                                                                       |                                                                       | Carlos da Mota Pinto (1936-1985)                                      | 22 de noviembre de 1978                                               | 1 de agosto de 1979                                                   | 1976                                                                  | IV (1978-1979)                                                        | Independiente                                                         |                                                                       |                                                                       |
| 108                                 |                                                                       |                                                                       | Maria de Lourdes Pintasilgo (1930-2004)                               | 1 de agosto de 1979                                                   | 3 de enero de 1980                                                    | 1976                                                                  | V (1979-1980)                                                         | Independiente                                                         |                                                                       |                                                                       |
| 109                                 |                                                                       |                                                                       | Francisco Sá Carneiro (1934-1980)                                     | 3 de enero de 1980                                                    | 4 de diciembre de 1980                                                | 1979                                                                  | VI (1980) (AD)                                                        | PSD                                                                   |                                                                       |                                                                       |
| 109                                 | 1980                                                                  |                                                                       | Francisco Sá Carneiro (1934-1980)                                     | 3 de enero de 1980                                                    | 4 de diciembre de 1980                                                |                                                                       | VI (1980) (AD)                                                        | PSD                                                                   |                                                                       |                                                                       |
| -                                   |                                                                       |                                                                       | Diogo Freitas do Amaral (1941-2019) Primer Ministro interino          | 4 de diciembre de 1980                                                | 9 de enero de 1981                                                    | CDS                                                                   | VI (1980) (AD)                                                        |                                                                       |                                                                       |                                                                       |
| 110                                 |                                                                       |                                                                       | Francisco Pinto Balsemão (1937-)                                      | 9 de enero de 1981                                                    | 9 de junio de 1983                                                    | VII (1981) (AD)VIII (1981-1983) (AD)                                  | PSD                                                                   |                                                                       |                                                                       |                                                                       |
| 111                                 |                                                                       |                                                                       | Mário Soares (1924-2017)                                              | 9 de junio de 1983                                                    | 6 de noviembre de 1985                                                | 1983                                                                  | IX (1983-1985)                                                        | PS                                                                    |                                                                       |                                                                       |
| 112                                 |                                                                       |                                                                       | Aníbal Cavaco Silva (1939-)                                           | 6 de noviembre de 1985                                                | 28 de octubre de 1995                                                 | 198519871991                                                          | X (1985-1987)XI (1987-1991)XII (1991-1995)                            | PSD                                                                   |                                                                       |                                                                       |
| 112                                 |                                                                       | Mário Soares (1986-1996)                                              | Aníbal Cavaco Silva (1939-)                                           | 6 de noviembre de 1985                                                | 28 de octubre de 1995                                                 | 198519871991                                                          | X (1985-1987)XI (1987-1991)XII (1991-1995)                            | PSD                                                                   |                                                                       |                                                                       |
| 113                                 |                                                                       |                                                                       | António Guterres (1949-)                                              | 28 de octubre de 1995                                                 | 6 de abril de 2002                                                    | 19951999                                                              | XIV (1995-1999XIII (1995-2002)                                        | PS                                                                    |                                                                       |                                                                       |
| 113                                 |                                                                       | Jorge Sampaio (1996-2006)                                             | António Guterres (1949-)                                              | 28 de octubre de 1995                                                 | 6 de abril de 2002                                                    | 19951999                                                              | XIV (1995-1999XIII (1995-2002)                                        | PS                                                                    |                                                                       |                                                                       |
| 114                                 |                                                                       |                                                                       | José Manuel Durão Barroso (1956-)                                     | 6 de abril de 2002                                                    | 17 de julio de 2004                                                   | 2002                                                                  | XV (2002-2004)                                                        | PSD                                                                   |                                                                       |                                                                       |
| 115                                 |                                                                       |                                                                       | Pedro Santana Lopes (1956-)                                           | 17 de julio de 2004                                                   | 12 de marzo de 2005                                                   | 2002                                                                  | XVI (2004-2005)                                                       | PSD                                                                   |                                                                       |                                                                       |
| 116                                 |                                                                       |                                                                       | José Sócrates (1957-)                                                 | 12 de marzo de 2005                                                   | 21 de junio de 2011                                                   | 20052009                                                              | XVII (2005-2009)XVII (2009-2011)                                      | PS                                                                    |                                                                       |                                                                       |
| 116                                 |                                                                       | Aníbal Cavaco Silva (2006-2016)                                       | José Sócrates (1957-)                                                 | 12 de marzo de 2005                                                   | 21 de junio de 2011                                                   | 20052009                                                              | XVII (2005-2009)XVII (2009-2011)                                      | PS                                                                    |                                                                       |                                                                       |
| 117                                 |                                                                       |                                                                       | Pedro Passos Coelho (1964-)                                           | 21 de junio de 2011                                                   | 26 de noviembre de 2015                                               | 2011                                                                  | XIX (2011-2015)XX (2015) (PàF)                                        | PSD                                                                   |                                                                       |                                                                       |
| 117                                 | 2015                                                                  |                                                                       | Pedro Passos Coelho (1964-)                                           | 21 de junio de 2011                                                   | 26 de noviembre de 2015                                               |                                                                       | XIX (2011-2015)XX (2015) (PàF)                                        | PSD                                                                   |                                                                       |                                                                       |
| 118                                 |                                                                       |                                                                       | António Costa (1961-)                                                 | 26 de noviembre de 2015                                               | 2 de abril de 2024                                                    | XXI (2015-2019)XXII (2019-2022)XXII (2022-2024)                       | PS                                                                    |                                                                       |                                                                       |                                                                       |
| 118                                 |                                                                       | Marcelo Rebelo de Sousa (2016-)                                       | António Costa (1961-)                                                 | 26 de noviembre de 2015                                               | 2 de abril de 2024                                                    | XXI (2015-2019)XXII (2019-2022)XXII (2022-2024)                       | PS                                                                    |                                                                       |                                                                       |                                                                       |
| 118                                 | 20192022                                                              |                                                                       | António Costa (1961-)                                                 | 26 de noviembre de 2015                                               | 2 de abril de 2024                                                    | XXI (2015-2019)XXII (2019-2022)XXII (2022-2024)                       | PS                                                                    |                                                                       |                                                                       |                                                                       |
| 119                                 |                                                                       |                                                                       | Luís Montenegro (1973-)                                               | 2 de abril de 2024                                                    | En el cargo                                                           | 20242025                                                              | XXIV (2024-2025) (AD)XXV (2025-) (AD)                                 | PSD                                                                   |                                                                       |                                                                       |
| 119                                 |                                                                       |                                                                       | Luís Montenegro (1973-)                                               | 2 de abril de 2024                                                    | En el cargo                                                           | 20242025                                                              | XXIV (2024-2025) (AD)XXV (2025-) (AD)                                 | PSD                                                                   |                                                                       |                                                                       |